# Brief Psychiatric Rating Scale
La Brief Psychiatric Rating Scale (BPRS) est une échelle d'évaluation qu'un clinicien ou un chercheur peut utiliser pour mesurer des symptômes psychiatriques tels que la dépression, l'anxiété, les hallucinations et les comportements inhabituels. L'échelle est l'une des plus anciennes et des plus largement utilisées pour mesurer les symptômes psychotiques et a été publiée pour la première fois en 1962.

## Histoire
La BPRS a été initialement développée par John E. Overall et Donald R. Gorham. Elle a été créée dans le but de pouvoir évaluer rapidement les symptômes psychiatriques du patient avant, pendant ou après un traitement. Les éléments du test ont été générés à partir d’une analyse factorielle sur l’échelle multidimensionnelle d’évaluation des patients psychiatriques et l’échelle psychiatrique multidimensionnelle pour patients hospitalisés. Seize facteurs ont été identifiés à partir de l'analyse, qui ont servi de base au BPRS. Des recherches ultérieures menées en 1968 ont ajouté deux autres facteurs au BPRS, à savoir l'excitation et la désorientation.

## Format du test
La BPRS comprend 18 éléments mesurant les facteurs suivants :
1. anxiété,
2. retrait émotionnel,
3. désorganisation conceptuelle,
4. sentiments de culpabilité,
5. tension,
6. maniérismes et postures,
7. grandiosité ,
8. humeurs dépressives,
9. hostilité,
10. suspicion,
11. comportement hallucinatoire,
12. hyperactivité motrice,
13. manque de coopération,
14. contenu de pensée inhabituel,
15. affect émoussé,
16. préoccupation somatique,
17. l'excitation et
18. désorientation.

Elle utilise une échelle de Likert à sept éléments avec les valeurs suivantes :
1. = « non présent »,
2. = « très doux »,
3. = « doux »,
4. = « modéré »,
5. = « modérément sévère »,
6. = « grave »,
7. = « extrêmement grave ».

Le test est administré en parallèle avec une série d'entretiens menés par au moins deux cliniciens afin de garantir la fiabilité inter-évaluateurs de l'évaluation,.

## Usage
La BPRS est destinée à être utilisé sur des patients psychiatriques adultes et a été validé pour une utilisation chez les populations âgées,. Une version conçue pour les enfants, appelée Brief Psychiatric Rating Scale Children, a également été développée par Overall et Betty Pfefferbaum, avec des structures d'échelle et des facteurs différents.

## Développement ultérieur
Une version étendue du test a été créée en 1993 par D. Lukoff, Keith H. Nuechterlein et Joseph Ventura.